# Empalme (métro de Madrid)
Empalme est une station de la ligne 5 du métro de Madrid, en Espagne.

## Situation
La station est située entre les Aluche au sud-est, en direction d'Alameda de Osuna et Campamento au nord-ouest, en direction de Casa de Campo. Elle est établie en tranchée ouverte perpendiculairement à la rue de Tembleque, près de la place Daniel Zuazo et de l'avenue du Père-Piquer, dans l'arrondissement de Latina.

## Historique
La station est ouverte au public le 4 février 1961 et fait alors partie de la ligne ferroviaire suburbaine de Carabanchel à Chamartín de la Rosa (F.C. Suburbano de Carabanchel a Chamartín de la Rosa) qui relie Carabanchel et Plaza de España. Le 17 décembre 1981, la ligne est intégrée au réseau de métro et devient la ligne 10. Le 22 octobre 2002, la section comprise entre les stations Aluche et Casa de Campo est réunie avec la ligne 5.

## Services aux voyageurs

### Accueil
L'unique accès de la station est situé rue de Tembleque. Les relations entre les quais et l'accès s'effectuent par des rampes inclinées.

Voies, quais et desserte
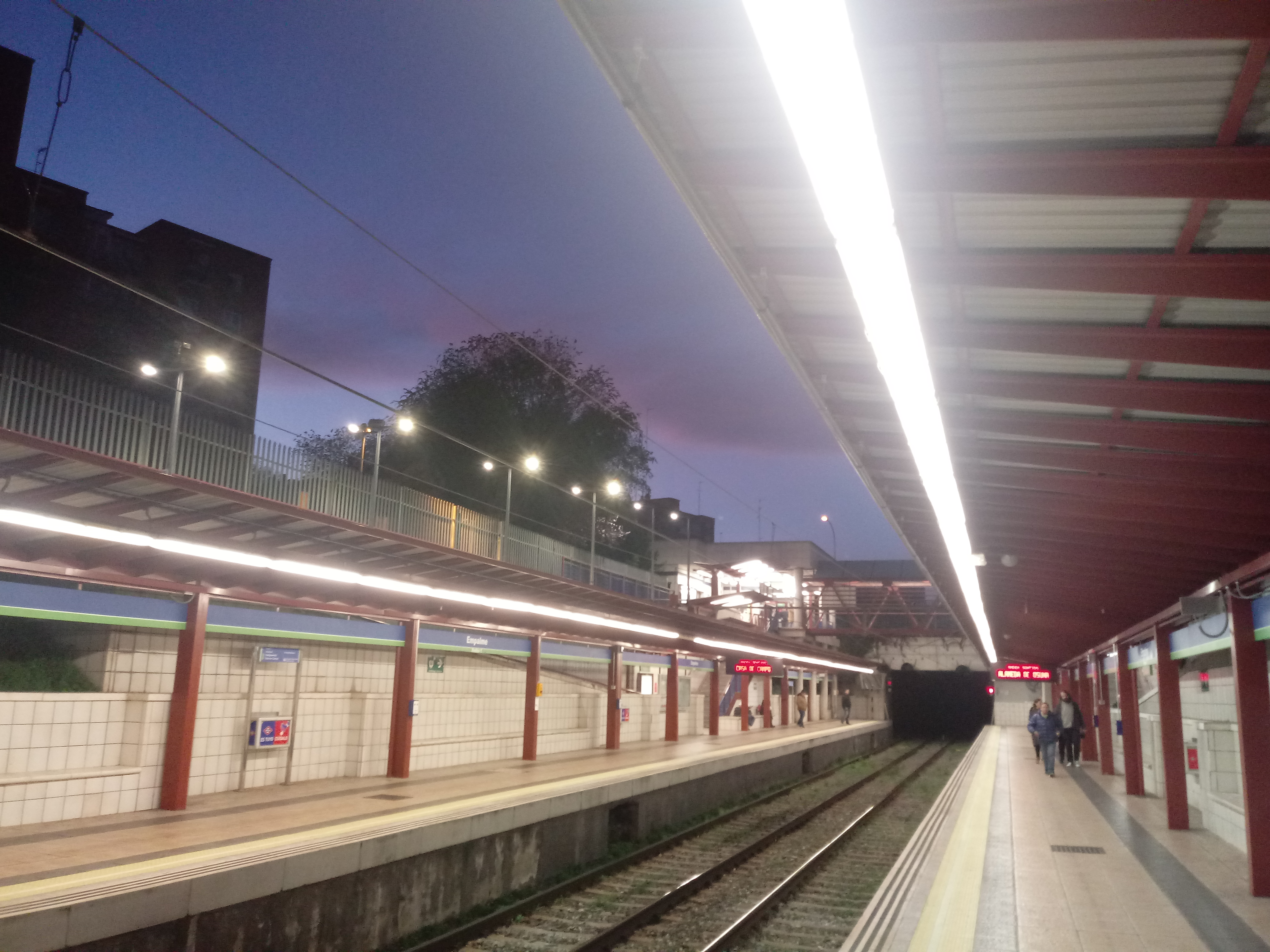
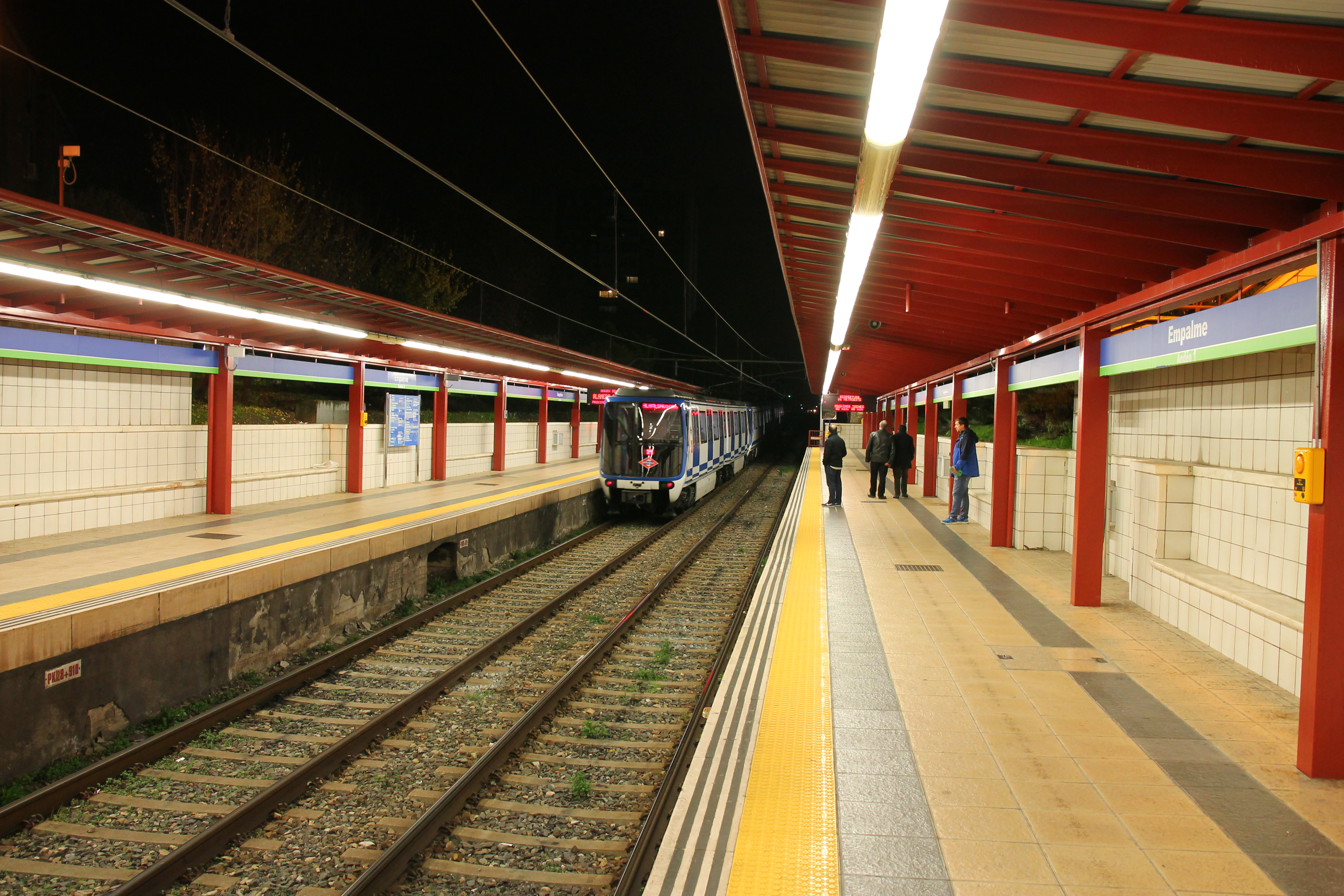
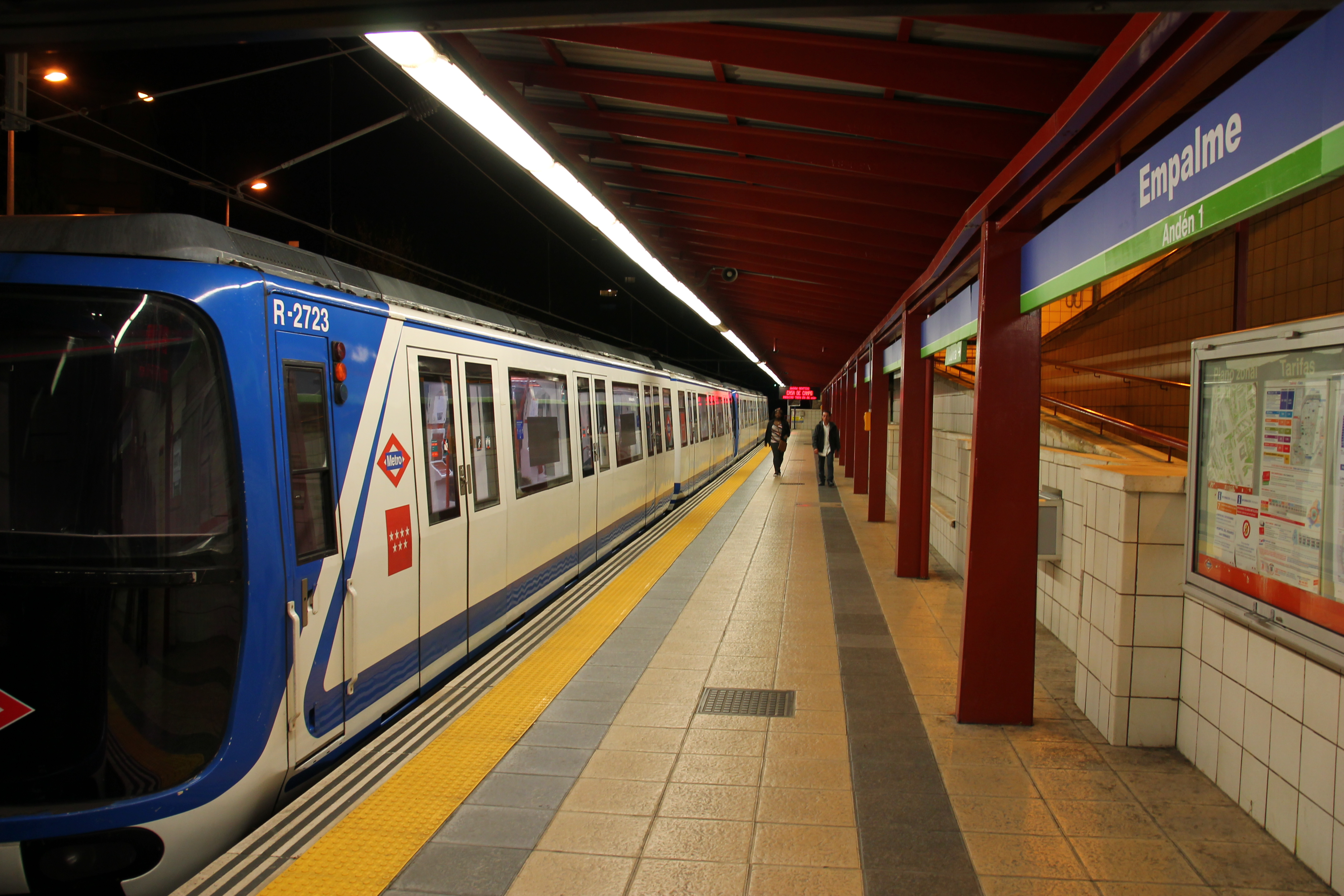

### Intermodalité
Des arrêts établis à proximité de la station permettent des correspondances avec les lignes d'autobus no 36, 131 et H du réseau EMT, ainsi qu'avec les lignes d'autobus interurbains no 560, 561, 561A, 561B, 562, 563, 564, 571, 572, 574 et 591.